# DEFA (映画会社)

DEFAのロゴ

DEFA（デファ、ドイツ語: Deutsche Film-Aktiengesellschaft=ドイツ映画株式会社の略）は、ドイツ民主共和国（東ドイツ）の国策映画会社であった。

## 概要
DEFAは東ドイツの国策映画会社で、1946から1992年まで存在し、本社はベルリン付近のポツダム＝バーベルスベルクにあった。DEFA独自の映画（『パウルとパウラの伝説』1973年など）、ソ連の同様なモスフィルム会社との合同映画（『ドレスデンの五日間』1961年など）が制作された。
2019年以降、DEFAの映画遺産はプログレスフィルム社のアーカイブでアクセス可能になり、ライセンスを取得できるようになっている。

## 参照項目
- 東ドイツの映画